# شارون كام
شارون كام (بالعبرية: שרון קם‏) هي عازفة كلارينيت إسرائيلية، ولدت في 11 أغسطس 1971 في حيفا في إسرائيل.

## وصلات خارجية
- شارون كام على موقع IMDb (الإنجليزية)
- شارون كام على موقع ميوزك برينز (الإنجليزية)
- شارون كام على موقع أول ميوزيك (الإنجليزية)
- شارون كام على موقع ديسكوغز (الإنجليزية)